# Get Hard
Get Hard is een Amerikaanse komische film uit 2015 met in de hoofdrollen onder meer Will Ferrell en Kevin Hart. De film is het regiedebuut van Etan Cohen.

## Verhaal
James King (Will Ferrell) is een rijke manager bij het hedgefonds van zijn aanstaande schoonvader Martin Barrow (Craig T. Nelson). Op een dag wordt hij gearresteerd op verdenking van fraude en verduistering, wat uiteindelijk leidt tot een veroordeling tot tien jaar cel. Zijn verloofde dumpt hem en James besluit de dertig dagen die hij nog heeft voordat hij zich bij de gevangenis moet melden om harder te worden om het leven daar aan te kunnen. Hij roept hiervoor de hulp in van zijn kennis Darnell Lewis (Kevin Hart), waarvan hij, puur omdat Darnell zwart is, ten onrechte aanneemt dat hij weleens gezeten heeft. Darnell probeert van alles, maar James boekt maar moeizaam vooruitgang. Ondertussen heeft Barrow, die feitelijk de fraudeur is, door een misverstand de indruk gekregen dat James hem doorheeft. Hij huurt de crimineel Gayle (Paul Ben-Victor) in om James in de gaten te houden.

## Rolverdeling
| Acteur          | Personage     | Opmerkingen                                           |
| --------------- | ------------- | ----------------------------------------------------- |
| Will Ferrell    | James King    |                                                       |
| Kevin Hart      | Darnell Lewis |                                                       |
| Craig T. Nelson | Martin Barrow | James' baas en aanstaande schoonvader                 |
| Alison Brie     | Alissa        | James' verloofde, Martins dochter                     |
| Edwina Finley   | Rita Lewis    | Darnells vrouw                                        |
| T.I.            | Russell       | neef van Darnell en bendeleider van de Crenshaw Kings |
| Greg Germann    | Peter Penny   | advocaat, kennis van James en Martin                  |
| Paul Ben-Victor | Gayle         | crimineel ingehuurd door Martin                       |
| John Mayer      | zichzelf      |                                                       |
| Dan Bakkedahl   | Leo           |                                                       |
| Jimmy Fallon    | zichzelf      |                                                       |

## Ontvangst
Recensenten waren over het algemeen weinig positief over Get Hard, maar de film was wel een financieel succes.